# Dulcinéa de Oliveira
Dulcinéa de Oliveira (Catende, 26 de novembro de 1933 - Recife, 20 de agosto de 2007) foi uma psicóloga, atriz, autora, diretora de teatro e escritora brasileira.
Pertencia ao Teatro de Amadores de Pernambuco, ao Rotary Club Recife e à Academia de Letras e Artes do Nordeste.

## Teatro de Amadores de Pernambuco
Casada com Reinaldo de Oliveira, diretor do Teatro de Amadores de Pernambuco e do Teatro Valdemar de Oliveira, participou como atriz, diretora e autora em diversas peças teatrais.
Estreou no dia 6 de abril de 1966.

### Atriz
Participou das seguintes peças:
- A afilhada de Nossa Senhora da Conceição
- A Capital Federal
- A casa de Bernarda Alba (remonte em 1981)
- A Casta Suzana[3]
- A incelença
- A morte de um caixeiro viajante
- A Promessa[3]
- Arsênico e Alfazema
- As lágrimas amargas de Petra Von Kant
- Ave Maria ... Goool !
- Bob&Bobete
- Bombonzinho
- Dr. Knock ou O triunfo da Medicina
- Entremês do Mancebo que casou com mulher braba
- Esquina Perigosa
- Inês de Castro[3]
- Mundo Submerso em luz e som[3]
- No sex, please
- O atelier de Madame Rabat
- O processo de Jesus[3]
- Ontem, hoje e amanhã
- Sábado, domingo e segunda
- Se chovesse vocês estragavam todos
- Terra Adorada
- Um sábado em 30
- Uma Pedra no sapato[3]
- Você pode ser um assassino
- Yerma
- Zuzu

### Autora
Escreveu a peça Linha de defesa

### Diretora
Atuou como diretora de teatro em:
- Inácia da Silva
- O papa e a donzela

## Rotary Club
- Presidente do Rotary Club Recife Casa Amarela em 2000-2001;
- Governadora do distrito 4500 - Eleita para assumir em 2008.

Exercia beneficência no Rotary, na profissão de psicóloga, no atendimento a pessoas carentes.

## Academia de Letras e Artes do Nordeste
Ocupava a cadeira 35.

## Cordel publicado
Sarrabulho de uma mundiça